# Комісія Боти
Комісія Боти — усталена назва (за прізвищем голови, прем'єр-міністра Південно-Африканського Союзу генерала Л. Боти) "Міжсоюзної комісії з переговорів про перемир'я між Польщею та Україною". Створена 2 квітня 1919 Радою чотирьох держав (Великої Британії, Італії, США, Франції) Паризької мирної конференції 1919–1920 на пропозицію президента США Т. В. Вільсона, який прагнув зберегти реноме поборника права націй на самовизначення, уникнути закидів у необ’єктивності «Комісії з польських справ», зокрема від державного секретаря у закордонних справах
Західноукраїнської Народної Республіки В. Панейка, приглушити занепокоєння керівництва ЗУНР рішенням перевезти Армію Галлера до Польщі, що суттєво збільшувало воєнний потенціал останньої. Склад Б. к. – по 2 (військовий і цивільний) представники від США, Великої Британії, Франції та Італії – затверджено 16 квітня, в день від'їзду Армії Галлера з Франції. Б. к. працювала з 26 квітня до 15 травня 1919, провела 7 загальних засідань і 2 засідання підкомісії з вироблення проекту мирної угоди. Пропозиція Вільсона також передбачала приїзд до Парижа українських представників (сюди прибули видатні діячі ЗУНР М. Лозинський і Д. Вітовський).

## Несприйняття Варшавою
Діяльність Б. к. викликала різке несприйняття Варшави, яка намагалася закріпити нерівноправне становище української сторони, вперше зафіксоване на переговорах з Бартелемі місією 1919, щоб полегшити здійснення своїх експансіоністських планів у Східній Галичині й Волині. Тактика поляків полягала у відволіканні уваги Б. к. від конкретних питань мирного врегулювання посиланнями, з одного боку, на "ключову роль" Польщі у "встановленні порядку" та відстоюванні інтересів Антанти на сході Європи, а з іншого – на "нездатність українців" порядкувати на "спірних територіях". Під час роботи Б. к. виявилися розходження серед її членів у підходах до припинення українсько-польської війни 1918–1919. Доволі конструктивною була позиція голови Б. к. (вона відповідала як його власному досвіду активного учасника національно-визвольної боротьби бурів проти Великої Британії 1899–1902, так і "польській політиці" Великої Британії). Ад'ютант начальника генерального штабу Франції генерал Ле Ронд всіляко підтримував поляків; так само діяли італійці та представник США Р. Лорд, який замінив більш-менш нейтрального І. Боумена. Все ж умови виробленого Б.к. перемир'я певним чином враховували етнічну ситуацію у Східній Галичині. Віддаючи полякам Львів і прилеглі р-ни, вони залишали українцям територію на схід від лінії Львів–Сокаль з нафтоносними свердловинами включно. Водночас військові статті, обмежуючи чисельність армій 20 тис., посилювали забезпечувану Заходом військово-технічну перевагу поляків. 12 трав. 1919 проект перемир'я було передано зацікавленим сторонам. На засіданні 13 травня українська делегація погодилася з умовами проекту, а поляки після інтенсивного обміну депешами між Парижем і Варшавою відмовилися його підписати. 16 травня, посилаючись на зміни в позиції Директорії УНР, прем'єр-міністр і міністр закордонних справ Польщі І. Падеревський від імені уряду Польщі запропонував перервати "будь-які переговори з припинення вогню". У Варшаві з представником МЗС УНР Б. Курдиновським було підписано договір, за яким Директорія офіційно відмовилася від Сх. Галичини й Волині на користь Польщі. Це посилило позиції Польщі, підтримані Антантою, яка наприкінці червня 1919 дозволила використати Армію Галлера в Сх. Галичині та Волині, санкціонувавши окупацію західно- українських земель по р. Збруч (прит. Дністра).